# Икарус С-49
Икарус С-49 (серб. Икарус С-49) — югославский истребитель-бомбардировщик, первый послевоенный истребитель СФРЮ. Производился фабрикой «Икарус» в модификациях С-49А и С-49Ц.

## История
После резолюции Совинформбюро от 1948 года и разрыва дипломатических отношений с СССР Югославия вынуждена была использовать для производства военной техники исключительно свою промышленность. Авиаконструкторы Коста Сивчев, Слободан Зрнич и Светозар Попович отыскали старые документы и чертежи довоенного истребителя Рогожарски ИК-3 фабрики Живоина Рогожарского, на основе которого и начали создавать новый самолёт Икарус С-49А. Первый прототип совершил полёт в июне 1949 года, отчёты о результатах испытаний поступили в министерство обороны в начале 1950 года.
Истребитель С-49А был довольно тяжёлым, а его двигатели были изготовлены в СССР, поставка которых прекратилась после разрыва отношений. Югославы вынуждены были закупить французские моторы Hispano-Suiza HS-127 Z-17. Новый, более совершенный, но и более тяжёлый двигатель подходил для самолётов, сделанных целиком из металла и имевших более длинный нос, вследствие чего начались работы по изменению конструкции самолёта. Вооружение оставалось тем же: немецкий пулемёт MG-151, американские пулемёты M2 Browning, две бомбы массой 50 кг каждая или четыре ракеты HVAR. С 1952 года на вооружении армии состояла версия Икарус С-49Ц, в 1950-х годах было построено около 130 таких самолётов. До 1961 года самолёты активно использовались в ВВС Югославии.

## Тактико-технические характеристики

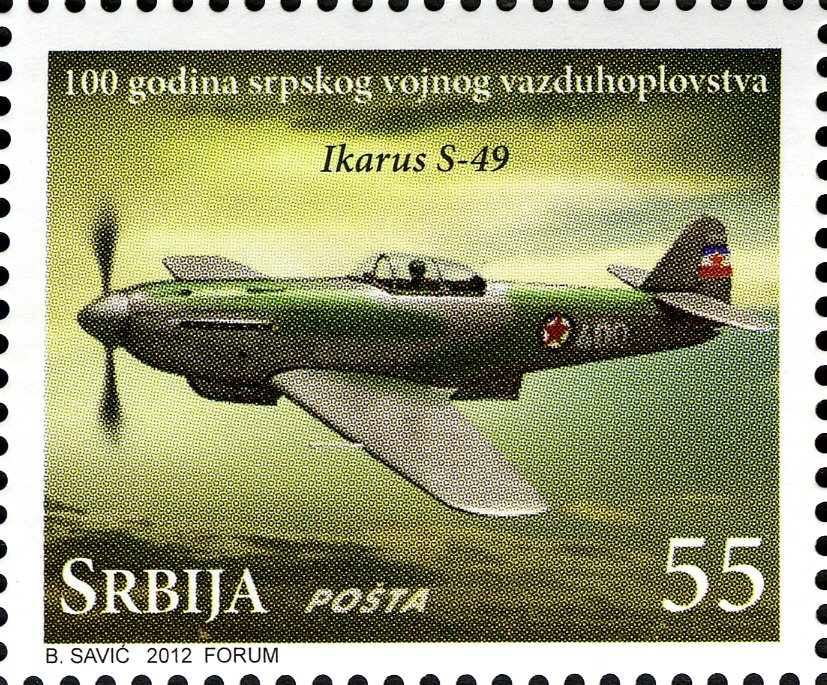
Икарус С-49 на почтовой марке Сербии 2012 года, посвящённой к 100-летию со дня основания Военно-воздушных сил и войск противовоздушной обороны Сербии

Приведённые ниже характеристики соответствуют модификации С-49Ц:
Источник данных: Музей ВВС Югославии.

Технические характеристики
- Экипаж: 1 пилот
- Длина: 9,062 м
- Размах крыла: 10,3 м
- Высота: 3,453 м
- Площадь крыла: 16,64 м²
- Масса пустого: 2812 кг
- Нормальная взлётная масса: 3568 кг
- Силовая установка: 1 × жидкостный Hispano-Suiza HS-127 Z-17
- Мощность двигателей: 1 × 1500 л.с. (1 × 1104 кВт)
- Диаметр винта: 3,2 м

Лётные характеристики
- Максимальная скорость: 628 км/ч на 7000м
- Практическая дальность: 690 км
- Практический потолок: 10 500 м
- Скороподъёмность: 15,2 м/с
- Нагрузка на крыло: 215,5 кг/м² (расч.)
- Тяговооружённость: 309,4 Вт/кг (расч.)
- Длина разбега: 456 м
- Длина пробега: 624 м

Вооружение
- Стрелково-пушечное:  
  - 1 × 20 мм мотор-пушка MG 151/20 с 100 патр.
  - 2 × 12,7 мм пулемёта Colt Browning M2 в крыле с 140 патр. каждый
- Неуправляемые ракеты: 4 × 127-мм ракеты HVAR или РС-82
- Бомбы: 2 × 50 кг бомбы